# Auditori
|  | Per la seu de l'OBC, vegeu L'Auditori |

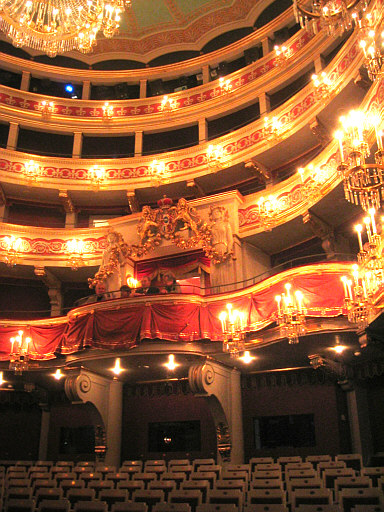
Auditori del Teatre Municipal de Ratisbona, Alemanya

Un auditori és l'àrea dintre d'un teatre, sala de concerts o un altre espai d'actuació on l'audiència escolta i veu la interpretació. Per als cinemes, el nombre d'auditoris és també expressat com el nombre de sales.
El terme prové del llatí auditorium, que vol dir 'sala de lectura', 'reunió d'oients' 'audició', 'audiència'.
Entre els romans era corrent que els poetes i els oradors llegissin les seves composicions als seus amics en unes sales anomenades auditoris, segons diu Plini el Vell. Sota l'Imperi, la paraula significava també el lloc on es reunia un tribunal de justícia, quan sota la República, els procediments judicials es feien al comici i al fòrum. Amb l'Imperi, el fòrum va continuar sent el lloc on magistrats i jutges escoltaven les causes civils, fins que per buscar aixopluc o per comoditat, es va decidir de celebrar els judicis a les basíliques, a les sales dels temples i a altres llocs coberts al voltant del Fòrum. Aquests jutjats coberts i tancats eren anomenats auditoris, o llocs on s'escoltaven les queixes dels litigants. Les sales on jutjaven els governadors provincials no sempre estaven obertes al públic en temps de Ciceró.
Actualment, un auditori és una sala construïda per permetre al públic escoltar i veure actuacions. Els auditoris es poden trobar en llocs d'entreteniment, en sales comunitàries i teatres, i es poden utilitzar per a assajos, presentacions, produccions d'arts escèniques o com a espai d'aprenentatge. El concepte prové de l'edifici del teatre grec, dissenyat específicament per a presentar-hi espectacles, no sempre obres teatrals.

## Galeria

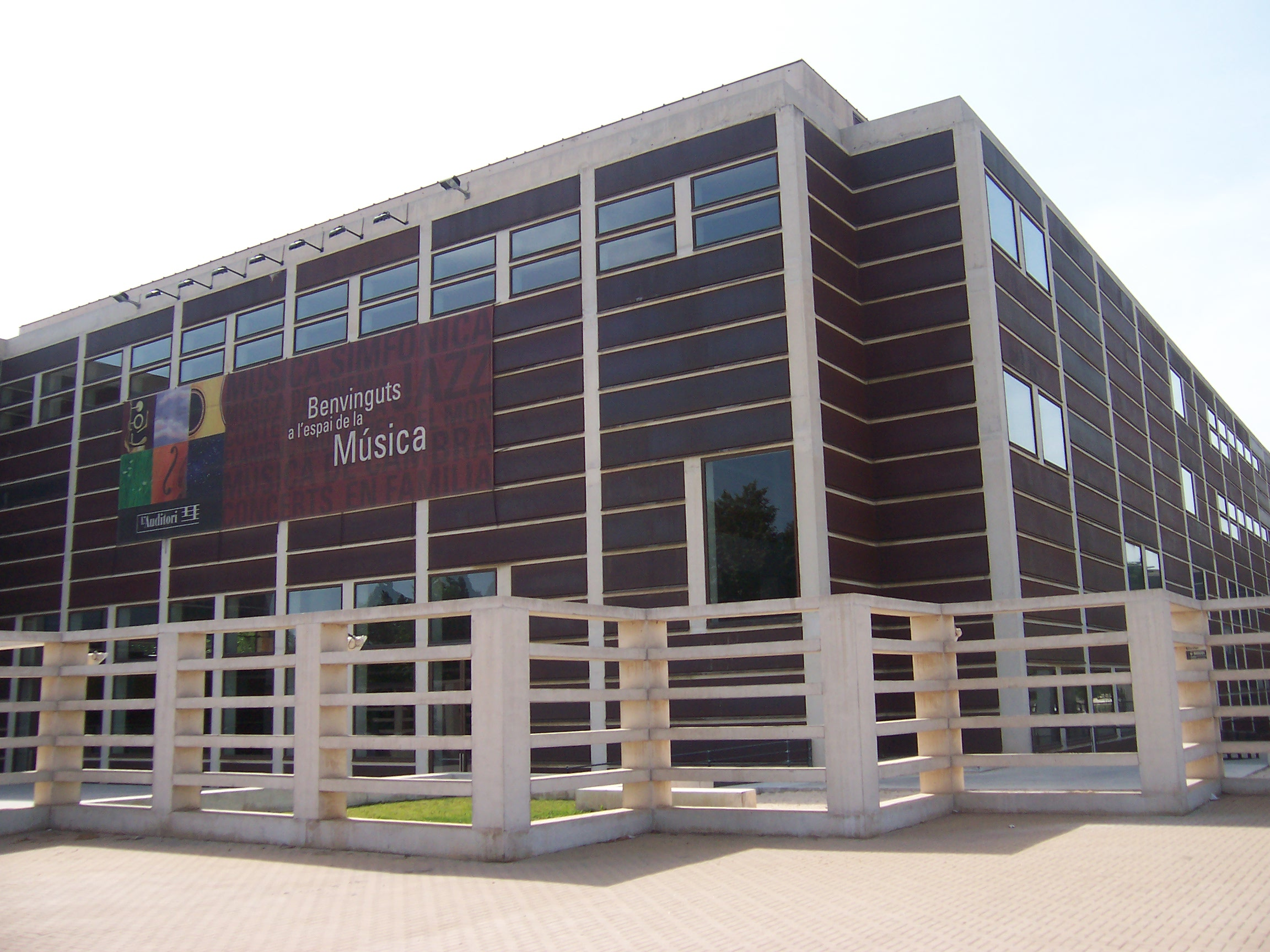
Auditori de Barcelona
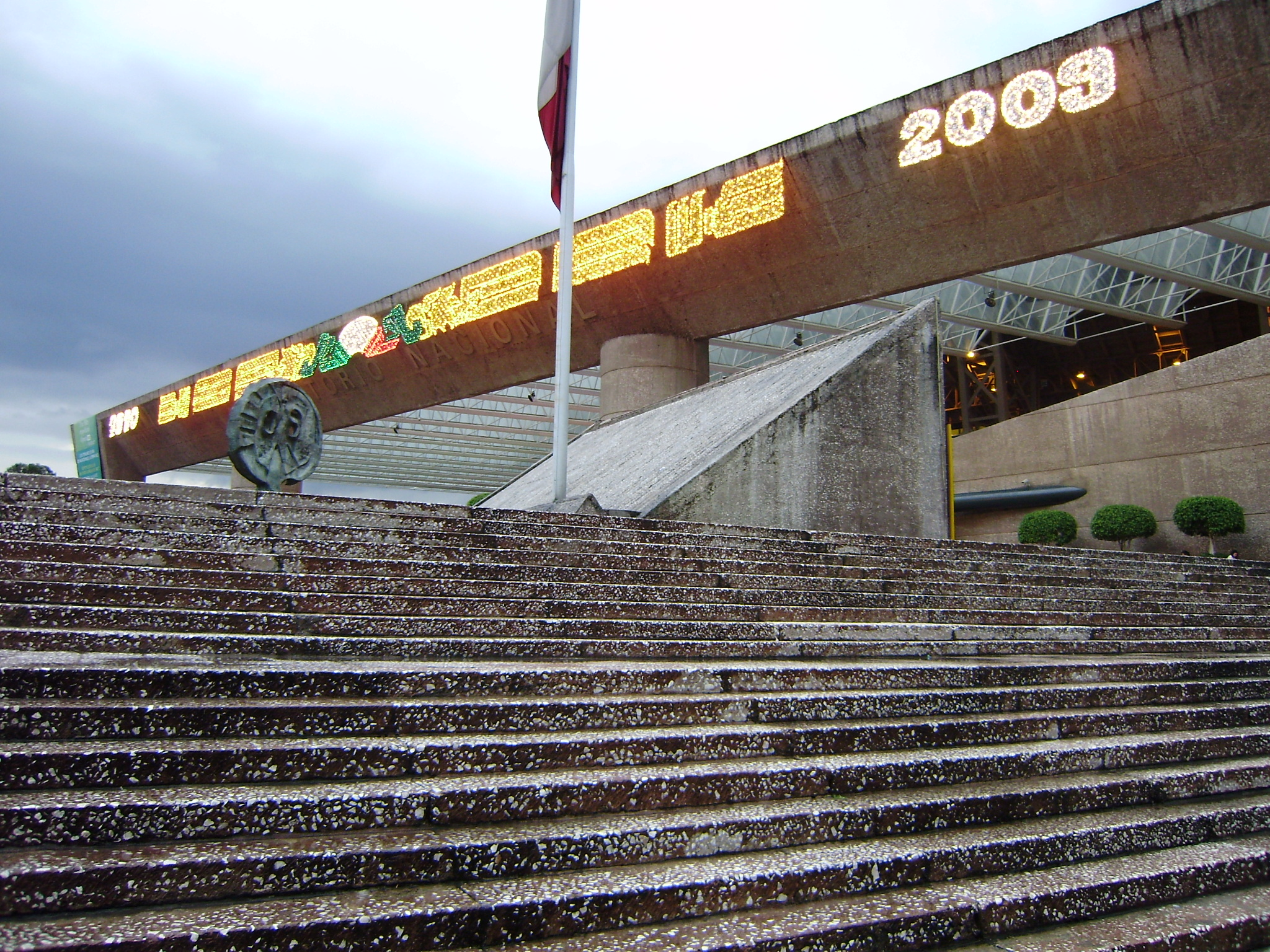
Auditorio Nacional (Mèxic)
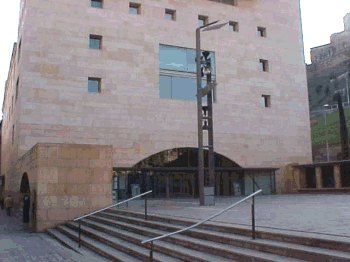
Auditori Municipal Enric Granados
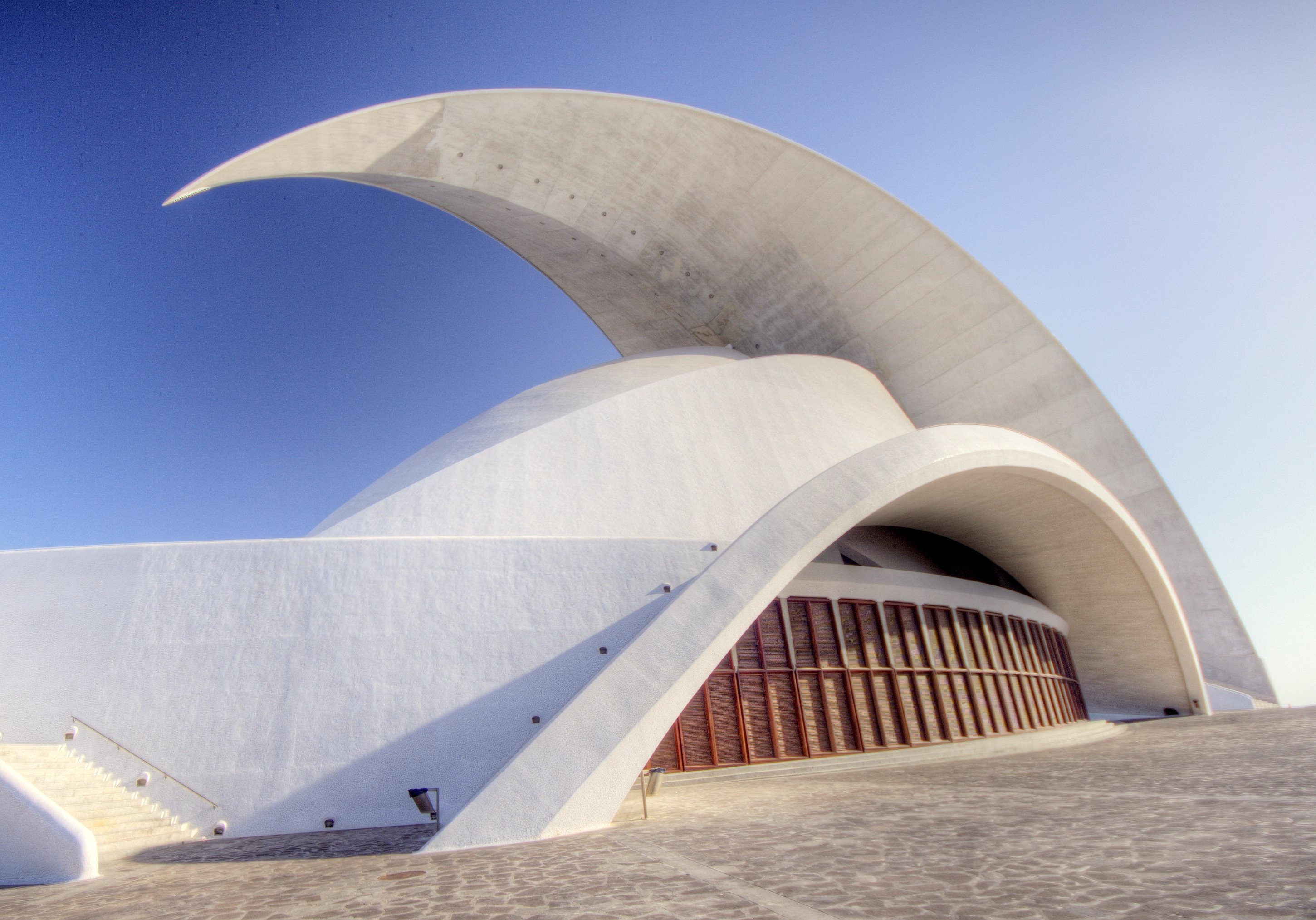
Auditori de Tenerife
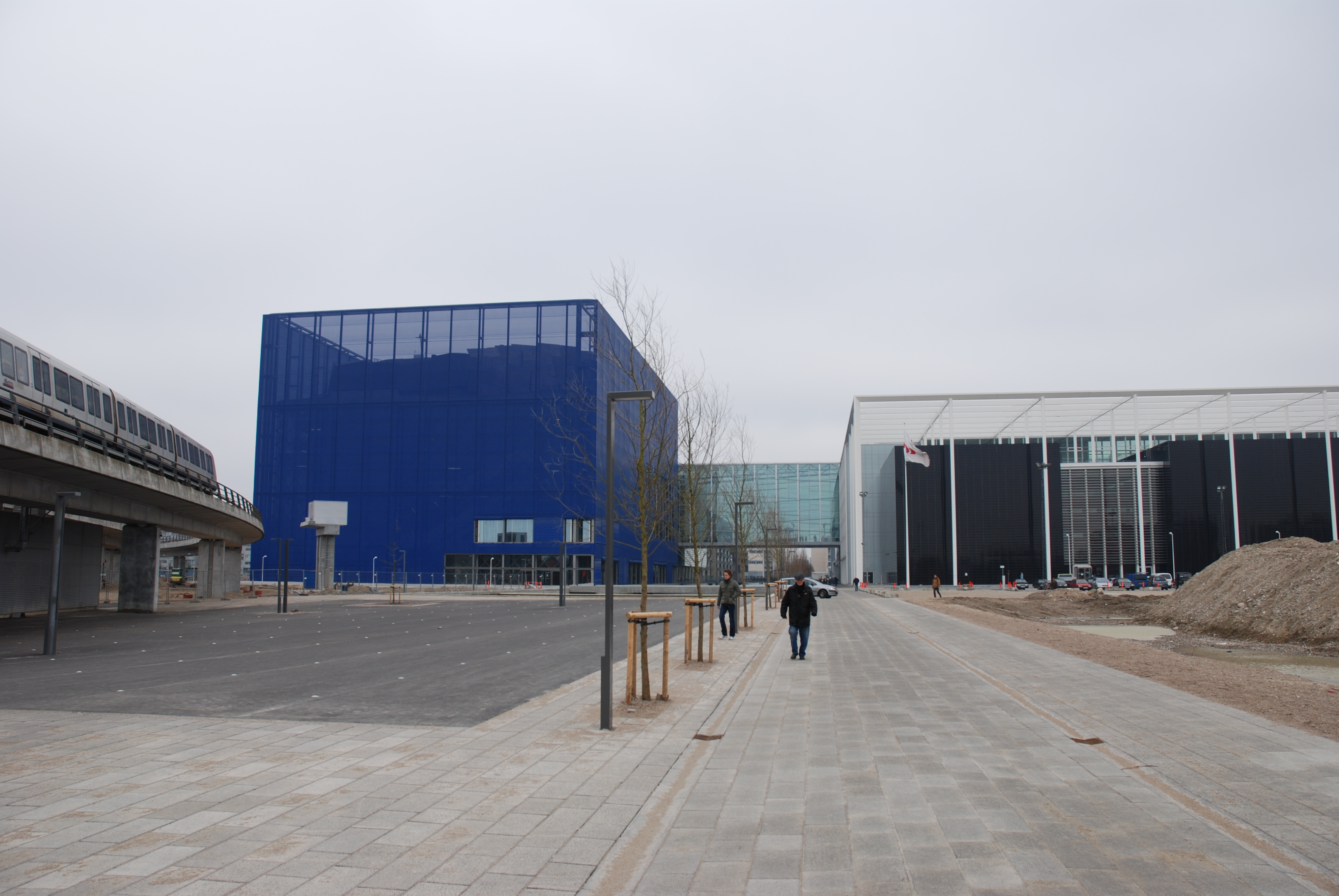
Koncerthuset (Copenhague)
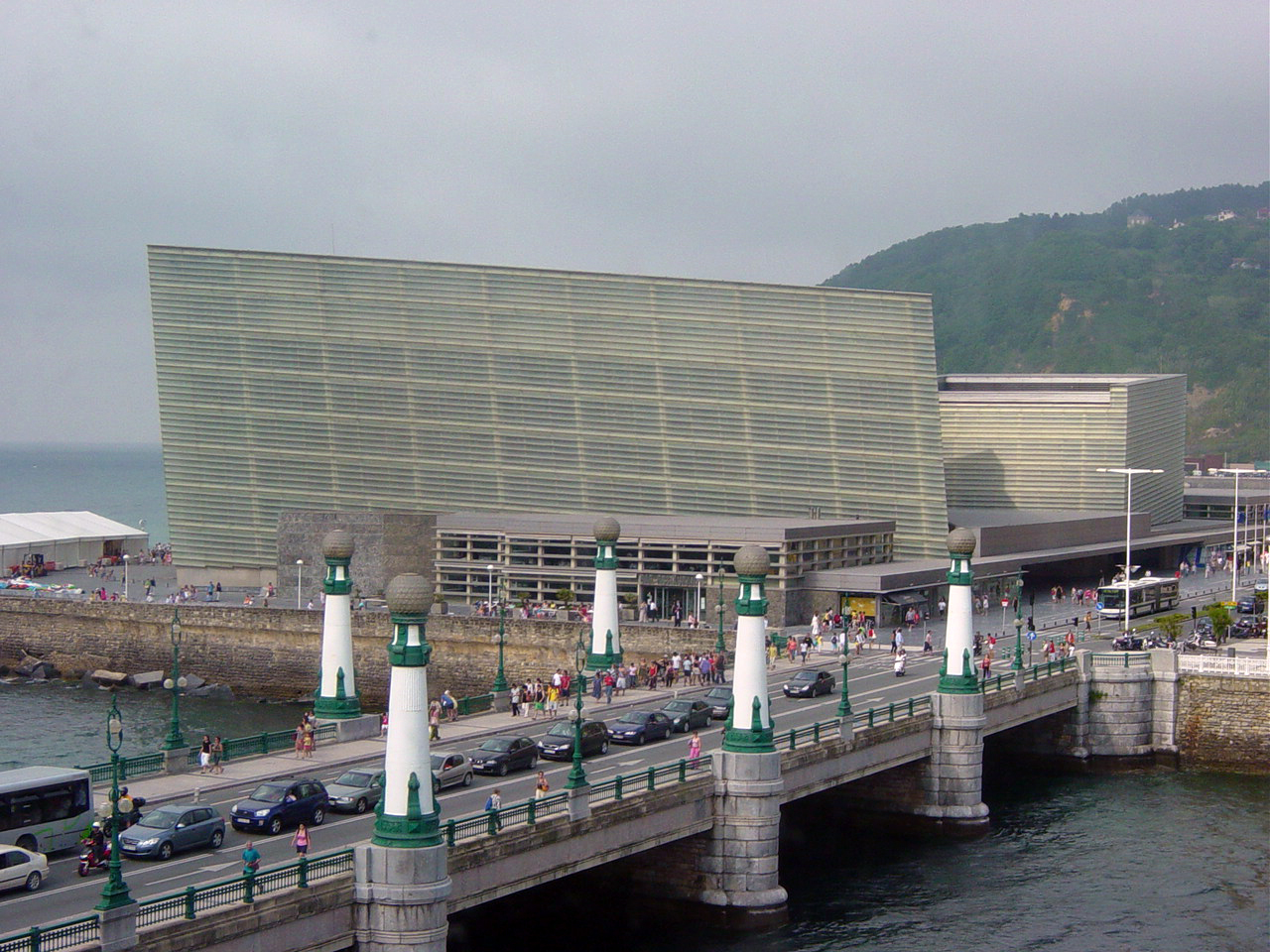
Palau de Congressos i Auditori Kursaal
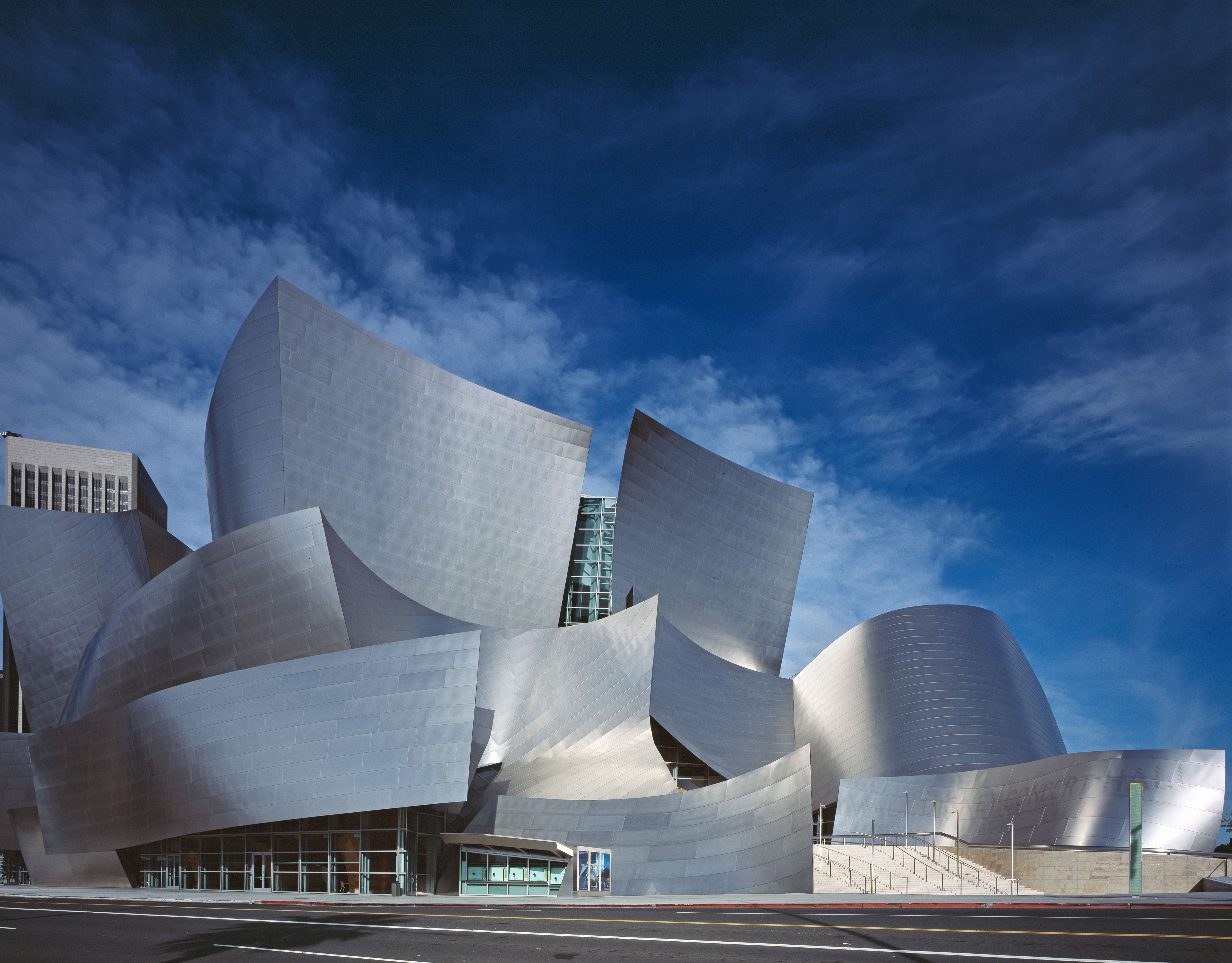
Walt Disney Concert Hall
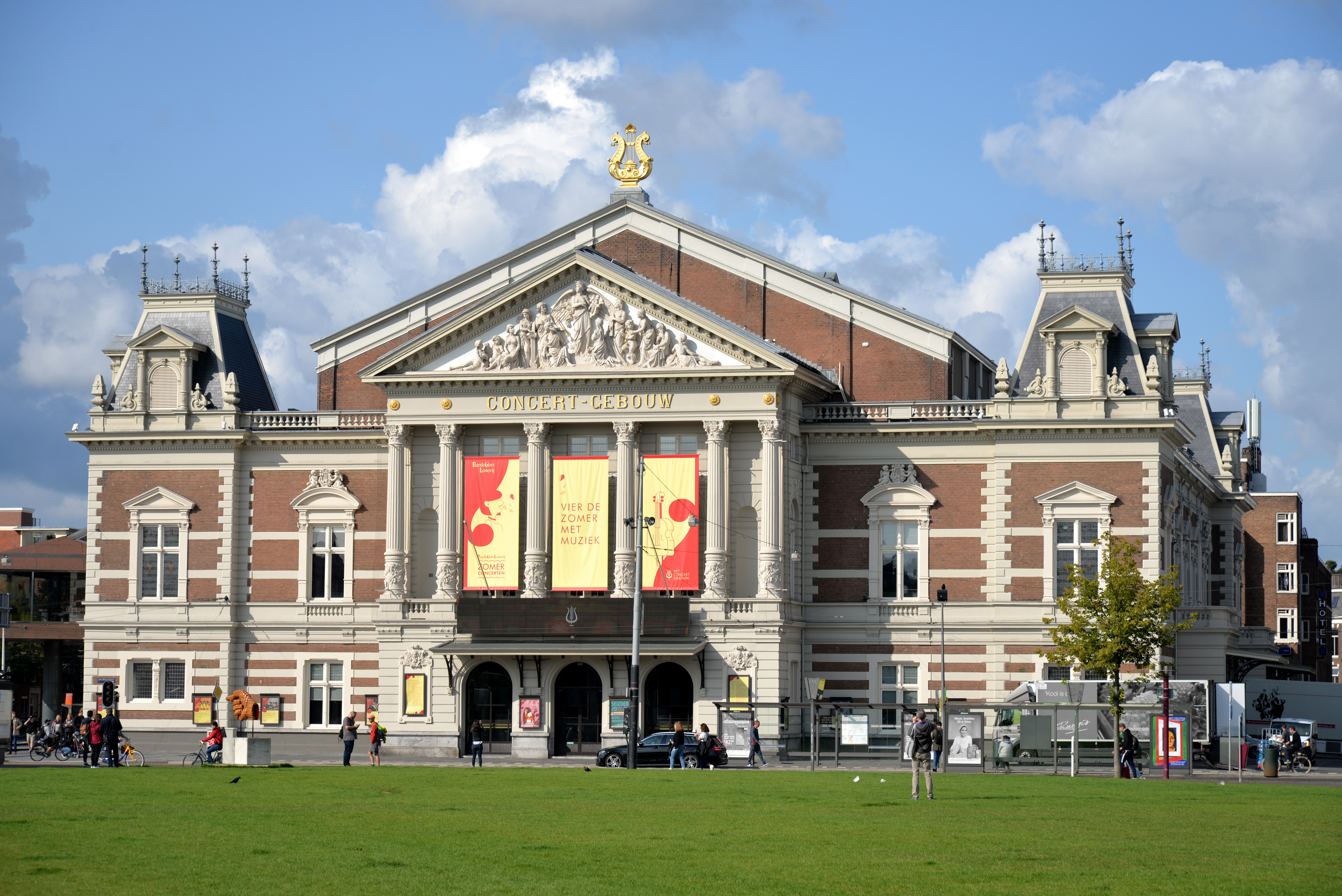
Concertgebouw